# ENTITY (음반)
《ENTITY》 2024년 2월 15일에 발매 된 차은우의 미니 1집. 데뷔 8년 만에 선보이는 첫 솔로 앨범. 부드러운 미성으로 전하는 차은우만의 이야기.

## 앨범 소개
- 솔로 데뷔 차은우(ASTRO), 첫 번째 미니 앨범 <ENTITY> 발매!
- 솔직한 감정 담아냈다...차은우 그 자체인 첫 솔로 앨범 <ENTITY>
- 타이틀곡 'STAY, 그리움 담았다...짙은 감성 예고!
- 차은우 <ENTITY> 전곡 작사 참여...솔직한 이야기 담아 냈다!
- 차은우, 데뷔 8년만 첫 솔로 출격! 완성도 높은 음악으로 꽉 채웠다!

차은우(ASTRO)가 데뷔 8년 만에 첫 솔로 앨범을 발매한다.
차은우가 전곡 작사에 참여한 첫 번째 미니 앨범 <ENTITY>는 아티스트 '차은우'와 차은우의 본체인 '이동민'으로 느끼는 다양하고 솔직한 감정들과 '나의 모든 면을 인정하고 솔직하게 살아보겠다'는 의지를 담았다.
'개체'라는 의미를 가진 앨범명 'ENTITY'는 비밀스럽고 편안한 공간이자 솔직한 모습을 가장 잘 보여줄 수 있는 장소인 '집'을 활용해 '서로 다른 성격을 가진 이동민의 집들로 다양한 모습을 보여주고자 하는 의지'가 담겨 있다.
<ENTITY>의 타이틀곡 'STAY'는 인트로부터 잔잔하면서 도 강렬하게 흐르는 어쿠스틱 기타 연주가 돋보이는 컨트리팝 곡으로, 사랑하는 사람과의 이별 후 슬퍼하는 모든 이에게 건네는 위로의 메시지가 담긴 가사는 이동민이 현재, 가장 크게 느끼고 있는 그리운 감정을 여지없이 표현해 담아 냈다.
또한 이번 앨범에는 겉모습은 화려하지만 외롭고 공허한 마음을 담고 있는 'WHERE AM I', 감성적인 보컬로 첫사랑의 마음처럼 풋풋하고 설레는 마음을 표현한 '너와 단둘이'와 큰 상실감에 모든 걸 포기하고 반항적으로 살겠다는 마음을 부드럽고 강렬하게 표현한 'Fu*king great time', 주변의 소중하고 사랑하는 사람들에게 전하는 긍정적인 가사를 담은 'You're the best'를 담았다.
여기에 CD에서만 들을 수 있는 오랜 시간 함께 해오며 나눈 소중한 추억과 애정 어린 마음을 전하는 'Memories'까지 앨범에 담긴 의미대로 다양한 이야기를 통해 이동민의 솔직한 모습을 보여줄 예정이다.
데뷔 8년 만에 첫 솔로로 전 세계 팬들의 많은 관심을 받고 있는 차은우는 이번 앨범으로 지금까지와는 다른 매력을 선보이는 것은 물론, 자신의 솔직한 감정을 담아낸 <ENTITY>로 음악 팬들의 공감을 불러일으킬 전망이다.

## 수록곡
| 2024. 02. 15. (목) 18:00 발매 |                    |                              |                                             |                               |
| 트랙                          | 곡명               | 작사                         | 작곡                                        | 편곡                          |
| 01                            | 너와 단둘이        | Enzo, 차은우                 | Enzo, H25, Secret Weapon, dr.ahn            | Secret Weapon, dr.ahn         |
| 02                            | Fu*king great time | Enzo, 차은우                 | Enzo, H25, Isao, Violet nerd, chipinside    | Isao, Violet nerd, chipinside |
| 03                            | STAY TITLE         | Enzo, 차은우                 | Enzo, H25, Isao, Violet nerd, chipinside    | Isao, Violet nerd, chipinside |
| 04                            | WHERE AM I         | 차은우, Enzo                 | Enzo, Secret Weapon, dr.ahn                 | Secret Weapon, dr.ahn         |
| 05                            | You’re the best    | Enzo, 차은우                 | Enzo, H25, Isao, 장혁수                     | Isao, 장혁수                  |
| 06                            | Memories (CD ONLY) | Enzo, 주찬양(Pollen), 차은우 | 주찬양(Pollen), Secret Weapon, dr.ahn, Enzo | Secret Weapon, dr.ahn         |

## 음원
| 〈STAY〉 주요 음원 차트 최고 순위          |                              |                              |      |
| 음원 서비스                                | 차트 종류                    | 차트 종류                    | 순위 |
|                                            | Worldwide iTunes Album Chart | Worldwide iTunes Album Chart | 1위  |
| Worldwide iTunes Song Chart                | Worldwide iTunes Song Chart  | 14위                         |      |
| 주요 음원 서비스의 〈STAY〉 차트 순위 추이 |                              |                              |      |

## 초동 판매량
| ENTITY 초동 판매량                            |             |             |                           |
| 날짜                                          | 일간 판매량 | 누적 판매량 | 비고                      |
| 2월 15일 (1일차)                              | 41,0**장    | 41,0**장    | 발매 시작                 |
| 2월 16일 (2일차)                              | 58,1**장    | 99,1**장    |                           |
| 2월 17일 (3일차)                              | 34,8**장    | 134,0**장   | 10만장 돌파               |
| 2월 18일 (4일차)                              | 21,5**장    | 155,5**장   |                           |
| 2월 19일 (5일차)                              | 42,2**장    | 197,7**장   |                           |
| 2월 20일 (6일차)                              | 8,1**장     | 205,9**장   | 20만장 돌파               |
| 2월 21일 (7일차)                              | 11,1**장    | 217,1**장   |                           |
| 초동 판매량                                   | 217,1**장   | 217,1**장   | 남자 솔로 커리어하이 18위 |
| * 순위 및 기록은 발매일 당시를 기준으로 한다. |             |             |                           |

## 여담
- 데뷔 8년만에 처음으로 발표한 솔로 앨범이다. 차은우가 본체 이동민으로서 느끼는 다양한 감정을 솔직하게 담았고 6곡 전곡 작사에 참여해 자신만의 음악적 이야기를 다채롭게 풀어냈다고 한다.[3]
- 이효리의 레드카펫에 출연해 소속사에 이번 앨범은 상업적으로 느껴지지 않았으면 좋겠다고 의견을 내었다고 한다.[4] 그래서인지 스케줄러, 예약 판매 공지, 발매일 트위터 프로모션, 쇼케이스, 음악방송활동은 없다.
- 타이틀곡인 'STAY'의 뮤직비디오에는 올리비아 핫세의 딸로 잘 알려진 인디아 아이슬리가 출연했다.
- 드라마 원더풀 월드 촬영과 앨범 준비를 병행했다. 촬영이 끝나면 새벽에 회사에 가서 미팅하고 녹음하고 수정하고 가사 쓰고 바쁘고 정신없이 준비를 해서 더 애착이 가는 것도 있고 여느 때보다 빨리 들려드리고 보여드리고 싶은 마음이 컸다고 한다.
- 힘들더라도 앨범을 내고 싶다는 생각이 강력하게 들었고, 몸은 힘들어도 마음은 편할 거 같은 느낌이 들었으며 하고 싶은 말을 막 함부로 편하게 할 수 없을 때가 있는데 노래나 앨범을 통해서는 좀 자유롭게 할 수 있으니까 그래서 조금 더 하고 싶었던 마음이 있었다고 하였다.
- 전 세계 21개 지역 톱 앨범 차트 1위를 비롯해 총 34개 지역 톱10에 올랐으며 타이틀곡 ‘스테이’(STAY)는 13개 지역 톱 송 차트 톱10을 기록했고 기타 수록 전곡 또한 톱 송 차트 상위권에 진입했다.[5]

- 3월 22일 앨범 공개 팬사인회를 하면서 팬들에게 다정하게 팬서비스를 하는 모습이 일반인들에게도 많이 알려졌다.